# Abajur Lilás
O Abajur Lilás é uma peça de teatro de Plínio Marcos. Escrita em 1969, em plena ditadura militar, a peça só foi liberada pela censura onze anos depois, em 1980. Tendo a montagem sido interrompida e retomada um par de vezes até sua liberação, O Abajur Lilás mobilizou toda a classe teatral, tornando-se símbolo da resistência a censura.

## Sinopse
A ação tem lugar no prostíbulo de Giro, um homossexual desapiedado que conta com Osvaldo, um segurança violento, para fazer valer sua autoridade ali. Em estado de extrema degradação humana, três prostitutas tentam sobreviver. Dilma se apega aos valores e ao filho que precisa criar; a rebelde e inconsequente Célia só deseja tomar o prostíbulo e o poder para si; Leninha é novata no lugar, individualista e parece não se abalar com os conflitos alheios. Tudo se complica quando um abajur aparece quebrado no dormitório e nenhuma das três assume a culpa.